# Feijão-da-flórida
O feijão-da-flórida (Mucuna pruriens) é uma planta tropical da família Fabaceae, nativa da África e da Ásia tropical, amplamente naturalizada e cultivada.
É uma espécie anual que chega a medir até 20 metros, e possui flores roxas ou purpúreas e vagens oblongas. É cultivada em outras regiões do planeta, inclusive no Brasil, como ornamental, forrageira e como adubo verde. Também é conhecida pelos nomes de feijão-cabeludo-da-índia, feijão-de-gado, feijão-mucuna, feijão-macaco, feijão-maluco, feijão-veludo e mucuna-vilosa.
A planta é notória pela coceira extrema que produz em contato particularmente com as folhagens jovens e as vagens. Ela tem valor agrícola e hortícola, além de possuir uma gama de propriedades medicinais.

## Sinônimos
- Carpogon capitatus Roxb.
- Carpogon niveus Roxb.
- Carpopogon capitatus Roxb.
- Carpopogon niveum Roxb.
- Carpopogon pruriens (L.) Roxb.
- Dolichos pruriens L.
- Macranthus cochinchinensis Lour.
- Marcanthus cochinchinense Lour.
- Mucuna aterrima (Piper & Tracy) Holland
- Mucuna atrocarpa F.P.Metcalf
- Mucuna axillaris Baker
- Mucuna bernieriana Baill.
- Mucuna capitata Wight & Arn.
- Mucuna cochinchinense (Lour.) A.Chev.
- Mucuna cochinchinensis (Lour.) A.Chev.
- Mucuna deeringiana (Bort) Merr.
- Mucuna esquirolii H. Lév.
- Mucuna esquirolii H.Lev.
- Mucuna hassjoo (Piper & Tracy) Mansf.
- Mucuna hirsuta Wight & Arn.
- Mucuna luzoniensis Merr.
- Mucuna lyonii Merr.
- Mucuna martinii H.Lev. & Vaniot
- Mucuna minima Haines
- Mucuna nivea (Roxb.) DC.
- Mucuna nivea (Roxb.) Wight & Arn.
- Mucuna prurita (L.) Hook.
- Mucuna prurita Wight
- Mucuna sericophylla Perkins
- Mucuna utilis Wight
- Mucuna velutina Hassk.
- Negretia mitis Blanco
- Stizolobium aterrimum Piper & Tracy
- Stizolobium capitatum (Roxb.) Kuntze
- Stizolobium cochinchinense (Lour.) Burk
- Stizolobium deeringianum Bort
- Stizolobium hassjoo Piper & Tracy
- Stizolobium hirsutum (Wight & Arn.) Kuntze
- Stizolobium niveum (Roxb.) Kuntze
- Stizolobium pruriens (L.) Medik.
- Stizolobium pruritum (Wight) Piper
- Stizolobium utile (Wall. ex Wight) Ditmer
- Stizolobium velutinum (Hassk.) Piper & Tracy[3]